# Llibert Fortuny
Llibert Fortuny (Las Palmas de Gran Canaria, 1977) és un intèrpret de saxo i compositor de música de jazz català. Ha publicat diversos àlbums.
Nasqué a Las Palmas de Gran Canaria, però ben aviat anà a viure a Catalunya, indret d'origen de la seva família, que prové del Berguedà.
Al mes d'agost de 2004, la crítica musical catalana li concedí el Premi Puig-Porret, que atorga al que es considera com a «Millor Músic de Jazz», i aquella tardor guanyà el Circuit Ressons de jazz amb la seva nova formació, el Llibert Fortuny Electric Quartet, que poc després passà a anomenar-se "Quintet", tot reconeixent el furoner sonor Quim Puigtió com a membre de la formació. El grup publicà el seu segon disc, Revolts (Nuevos Medios), durant la primavera de 2005.
El març de 2009, el saxofonista participà en la sala Jazz Standard de Nova York, al festival Catalan Days (NYT critica), que organitza l'Institut Ramon Llull per mostrar i difondre la cultura catalana. També dirigí musicalment i arranjà l'espectacle per commemorar el 10è aniversari de L'Auditori, 10 anys, 10 veus, on les millors veus femenines de Catalunya interpretaren cançons de bressol. Pel maig, Fortuny presentà amb Triphasic un espectacle amb l'Orquestra Nacional Clàssica d'Andorra (ONCA), que dirigeix Gerard Claret. Per primera vegada, la sala petita del Palau de la Música va ser testimoni de la fusió del jazz amb la sonoritat d'una orquestra clàssica. En l'acte institucional de la Diada de 2009, interpretà cançons populars catalanes amb un quartet de metall. També és l'autor dels arranjaments del Ball de l'Àliga de La Patum de Berga que se sent durant l'entrada solemne de la senyera. I actua sovint en col·laboracions amb la trompetista Mireia Farrés, que és la seva parella, sovint en companyia del pianista Manel Camp.